# Gigantes (serie de televisión de 2011)
Gigantes es una serie de televisión dramática argentina creada y dirigida por Fabricio D'Alessandro y Pablo Stigliani, producida por Pulgares Comunicación. Fue realizada en 2011 en el marco del Concurso de Series de Ficción Federal promovido por el INCAA y protagonizado por un elenco rotativo entre los cuales figuran Héctor Bidonde, Luis Machín, Martín Slipak, Inés Efron, Leonora Balcarce y Lautaro Delgado. La serie fue estrenada primeramente en Canal 12 de Trenque Lauquen y luego fue emitida en varias señales argentinas, entre ellas Construir TV.

## Sinopsis
Esta serie narra los acontecimientos que viven una serie de personajes en torno a distintos espacios que han sido emblemáticos en un determinado momento de la historia y que actualmente se encuentran olvidados. Combina el documental con la ficción para mostrar la desidia producida por el abandono repercute y cómo ello repercute en la vida de los personajes.

Cada episodio se ocupa de un lugar distinto.

## Elenco
- Martín Slipak como Lautaro (Episodio 1)
- Guadalupe Docampo como Adela (Episodio 1)
- Oscar Alegre como Rolando (Episodio 1)
- Valentina Frione como Martina (Episodio 1)
- Francisco Gorriz Estrada como Anselmo (Episodio 1)
- Martín Gross como Pablo (Episodio 1)
- Marcelo Sein como Borelli (Episodio 2)
- Jorge Noya como Petrucci (Episodio 2)
- Gabriel Molinelli como Marinetti (Episodio 2)
- Juan Carlos Puppo como Cantone (Episodio 2)
- Lautaro Delgado como Jiménez (Episodio 3)
- Victoria Raposo como Carla (Episodio 3)
- Darío Levy como Oscar Arevalo (Episodio 3)
- Aldo Barberis Rusca como Gabriel (Episodio 3)
- Claudio Fernández como Cabo Sosa (Episodio 3)
- Inés Efron como Julia (Episodio 4)
- Atilio Pozzobón como José (Episodio 4)
- Leonardo Azamor como Sereno (Episodio 4)
- Edgardo Castro como Juan (Episodio 5)
- Moro Anghileri como Laura (Episodio 5)
- Mónica Galán como Lola (Episodio 5)
- José Luis Marín como George (Episodio 5)
- Ezequiel Codino como Horacio (Episodio 5)
- Claudio Rissi como Núber (Episodio 6)
- María José Gabin como Luisa (Episodio 6)
- Regina Lamm como Teresa (Episodio 6)
- Miguel Dedovich como Rufinelli (Episodio 6)
- Fati Rodríguez como Margarita (Episodio 6)
- Leonora Balcarce como Lorena Suárez Díaz (Episodio 7)
- Héctor Bidonde como Don Orione (Episodio 7)
- Luis Machín como Carlos (Episodio 8)
- Antonella Costa como Clara (Episodio 8)
- Javier Drolas como Juan (Episodio 8)

## Episodios
- Episodio N.º 1 Temática: Ferrocarriles Argentinos

- Episodio N.º 2 Temática: Palacio Barolo

- Episodio N.º 3 Temática: Villa Lago Epecuén[3]

- Episodio N.º 4 Temática: Siam

- Episodio N.º 5 Temática: Pueblo Liebig

- Episodio N.º 6 Temática: Isla Martín García[4]

- Episodio N.º 7 Temática: Cines

- Episodio N.º 8 Temática: Felicitas Guerrero

## Premios y nominaciones
| Lista de premios y nominaciones | Lista de premios y nominaciones         | Lista de premios y nominaciones | Lista de premios y nominaciones | Lista de premios y nominaciones | Lista de premios y nominaciones | Lista de premios y nominaciones |
| Año                             | Organización                            | Categoría                       | Nominado/a (s)                  | Resultado                       | Ref(s)                          |                                 |
| ------------------------------- | --------------------------------------- | ------------------------------- | ------------------------------- | ------------------------------- | ------------------------------- | ------------------------------- |
| 2012                            | Premios Martín Fierro Federal           | Mejor Ficción                   | Gigantes                        | Nominado                        | [ 5 ]                           |                                 |
| 2013                            | Premios Nuevas Miradas en la Televisión | Mejor Unitario                  | Gigantes                        | Nominado                        | [ 6 ]                           |                                 |